# Бжегский замок
Замок Силезских Пястов в Бжеге (пол. Zamek Piastów Śląskich w Brzegu) — резиденция Силезских Пястов в городе Бжег (Опольское воеводство, Польша).

## География
Бжегский замок расположен на скале к западу от реки Одра, в городе Бжег на границе Нижнесилезского и Опольского воеводств на юго-западе Польши. Он расположен недалеко от национальной дороги 39 между Намыслувом и Стшелином.

## История

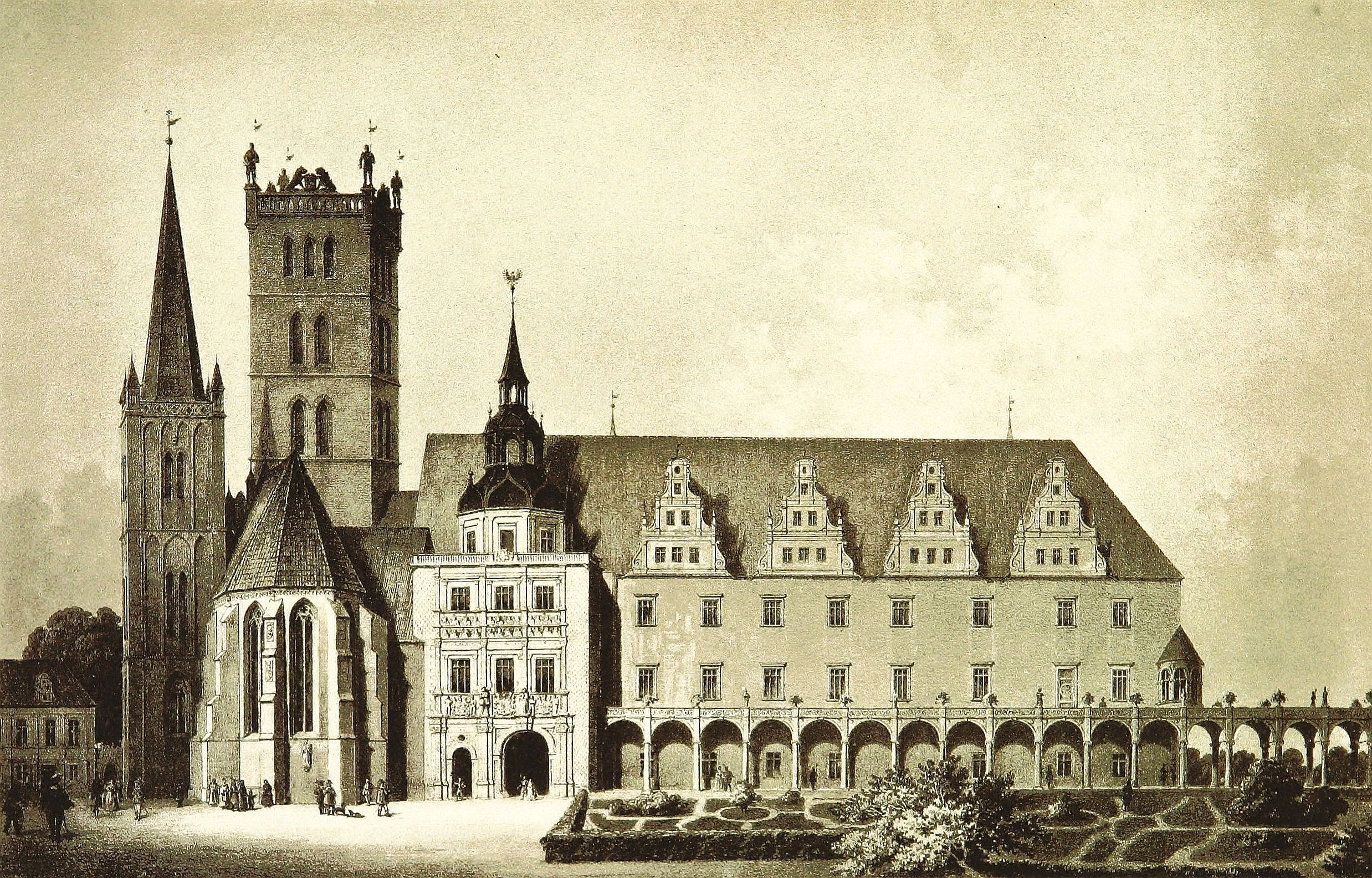
Вид на замок в XIX веке

Первые сведения о существовании замка в Бжеге начинаются с 1235 года. В то время здесь находилась усадьба княжеского наместника, в которой также останавливались вроцлавские князья во время своих путешествий. Вероятно, что в то время замок еще не имел каменные элементы. К концу XIII века Болеслав I Суровый построил здесь обособленную от замка квадратную каменную башню, впоследствии названную "Башней львов".
Семья Пястов, правившая Бжегским княжеством, жила в замке с 1311 по 1675 года. В 1342 году замок был превращен в столицу княжества. В 1370 году князь Людвик I расширил замок и построил часовню, в которую входит мавзолей династии Пястов. Фрагменты стен того времени сохранились до наших дней и видны в южном крыле замка. 
В 1532 году князь Фредерик II начал перестройку замка в ренессансном стиле, вдохновившись архитектурой королевского замка на Вавеле. Развитие замка продолжил его преемник - Ежи II. Пристройки были в виде двух новых зданий, большого двора и амбулатории. Дополнительные сооружения, построенные в этот период, включали башенные ворота, которые были входом в комплекс. Бюсты князей Пястов были частью декора ворот. Изменения в дизайне были от форта в готическом стиле до архитектуры эпохи Возрождения в Силезии.
В 1675 году умер последний потомок Пястов по мужской линии - Ежи IV Вильгельм, а Бжегское княжество попало под власть Габсбургов. После чего замок начал выполнять административные функции для наместников императора и постепенно приходить в упадок.
В 1741 году замок был разрушен прусскими войсками в Первой Силезской войны, во время которой руины использовались как склад для прусской армии. После войны город, названный по-немецки Бриг, с большей частью Силезии был присоединен от Австрии к Пруссии. Бриг был частью Пруссии и Германии, пока большая часть Силезии не была передана Польше в 1945 году, когда в регионе произошел почти полный обмен населением.
Во время пожара 1801 года замку был нанесен еще один ущерб. В 1920 году началась реконструкция заброшенного замка, но во время Второй мировой войны замок был сильно поврежден. Замок перестраивался в стиле ренессанс в 1966–78 и 1980–94 годах. В настоящее время он служит музеем Силезских Пястов. Кроме того, здесь происходят многочисленные торжественные и культурные события, концерты, научные собрания, театральные представления и т.д.

## Галерея

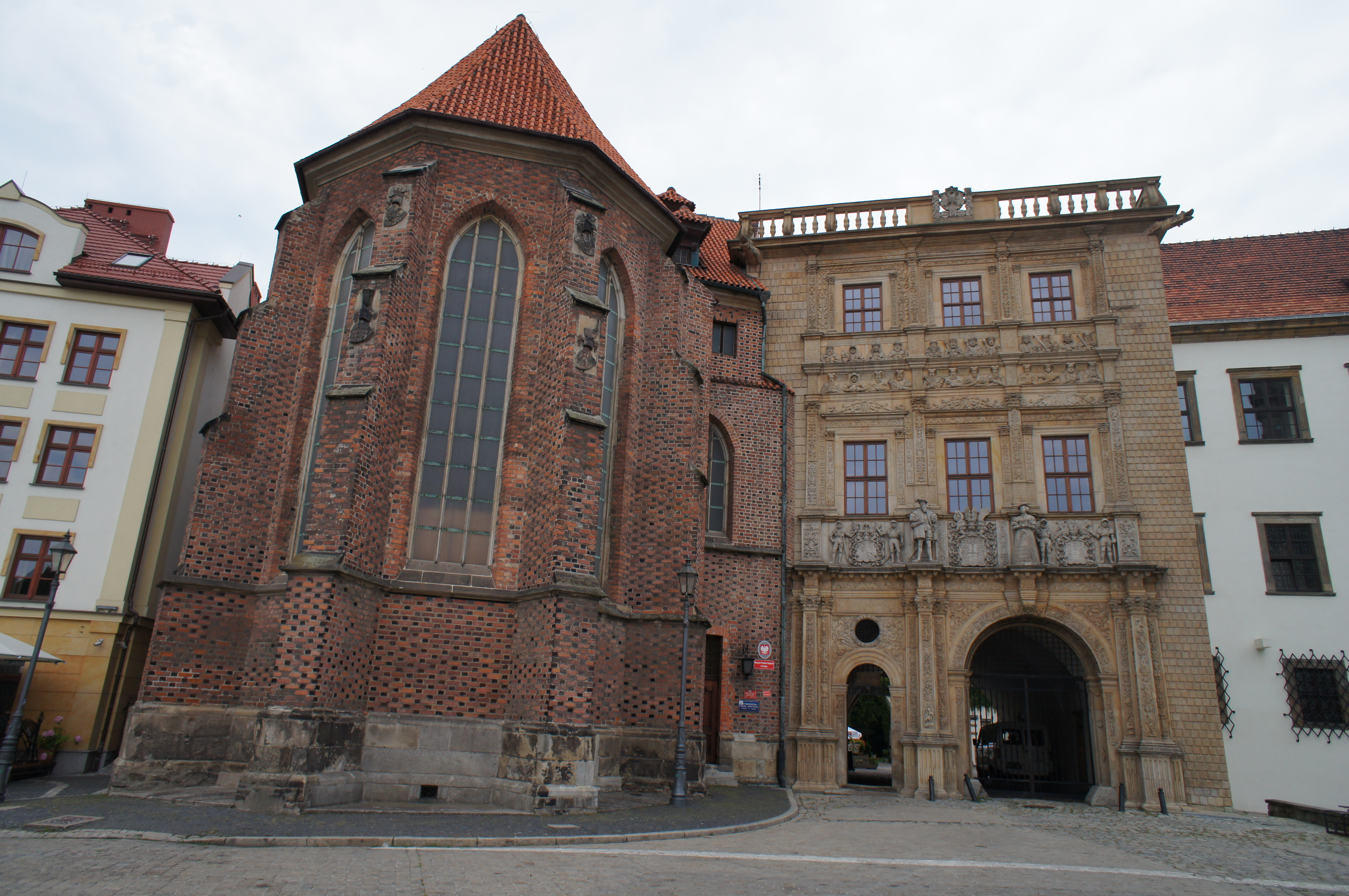
Костел святой Ядвиги и въездные ворота
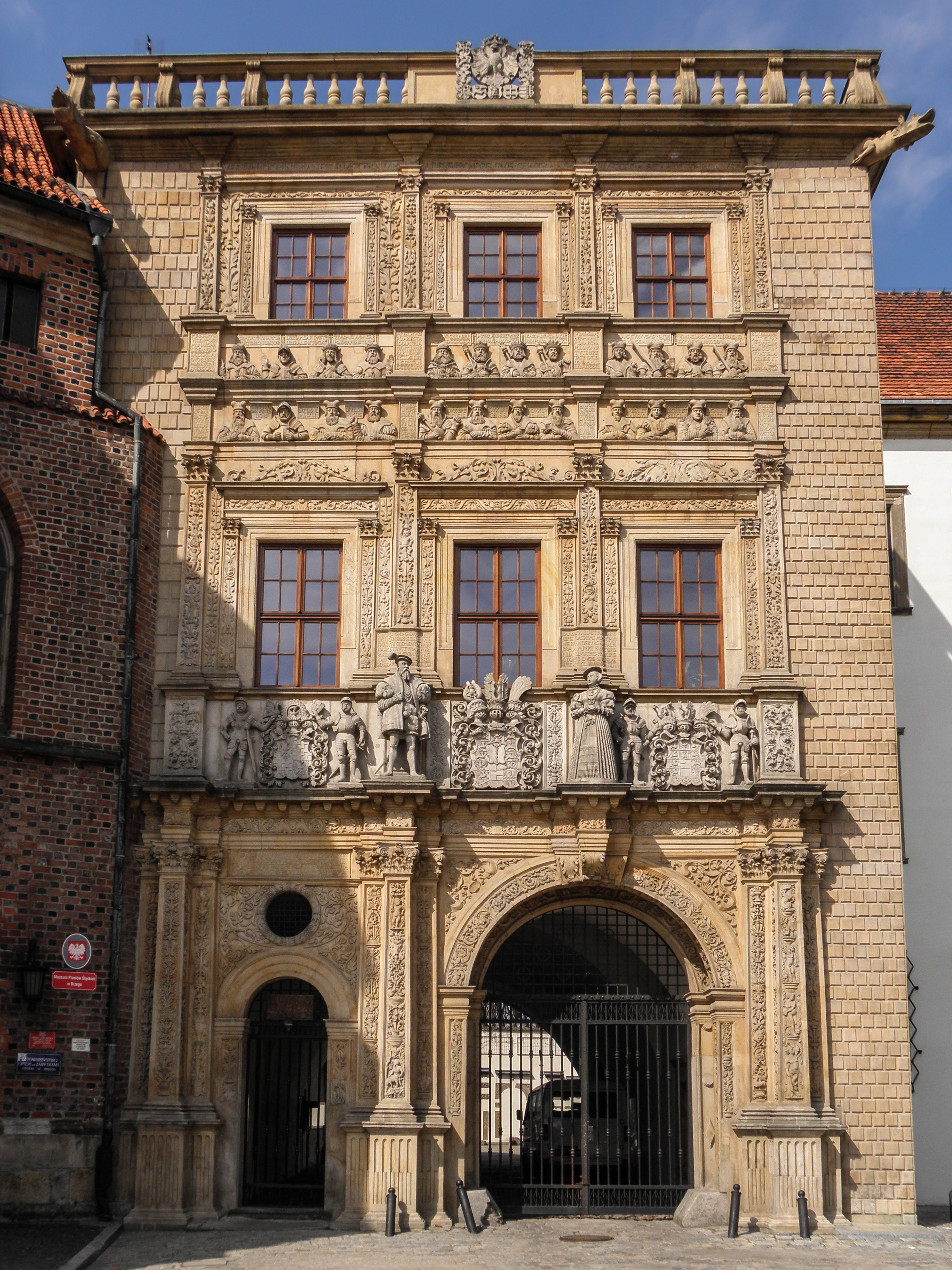
Въездные ворота замка
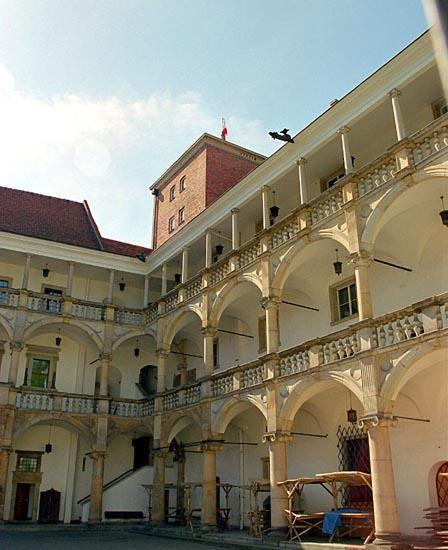
Замковый двор
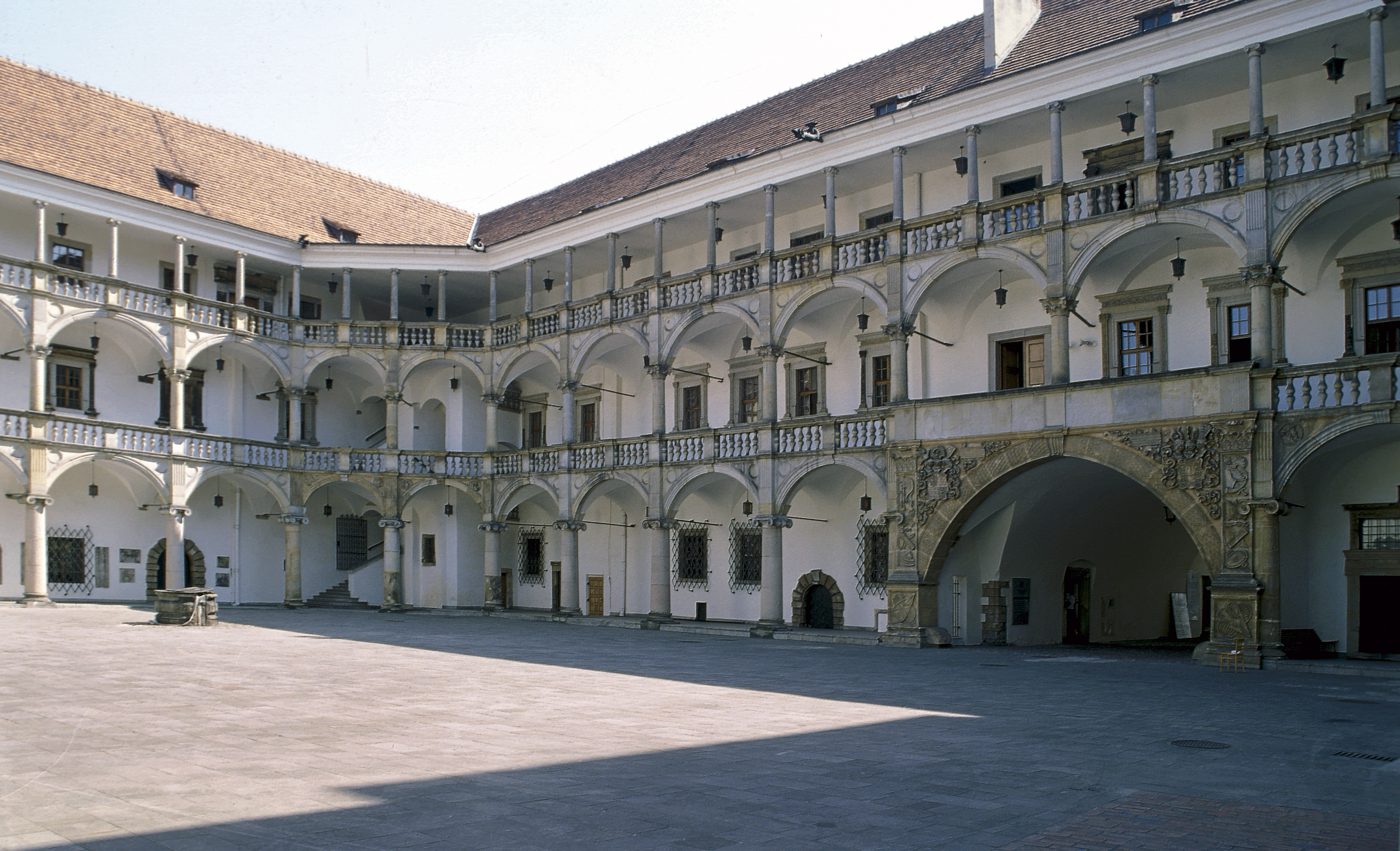
Замковый двор
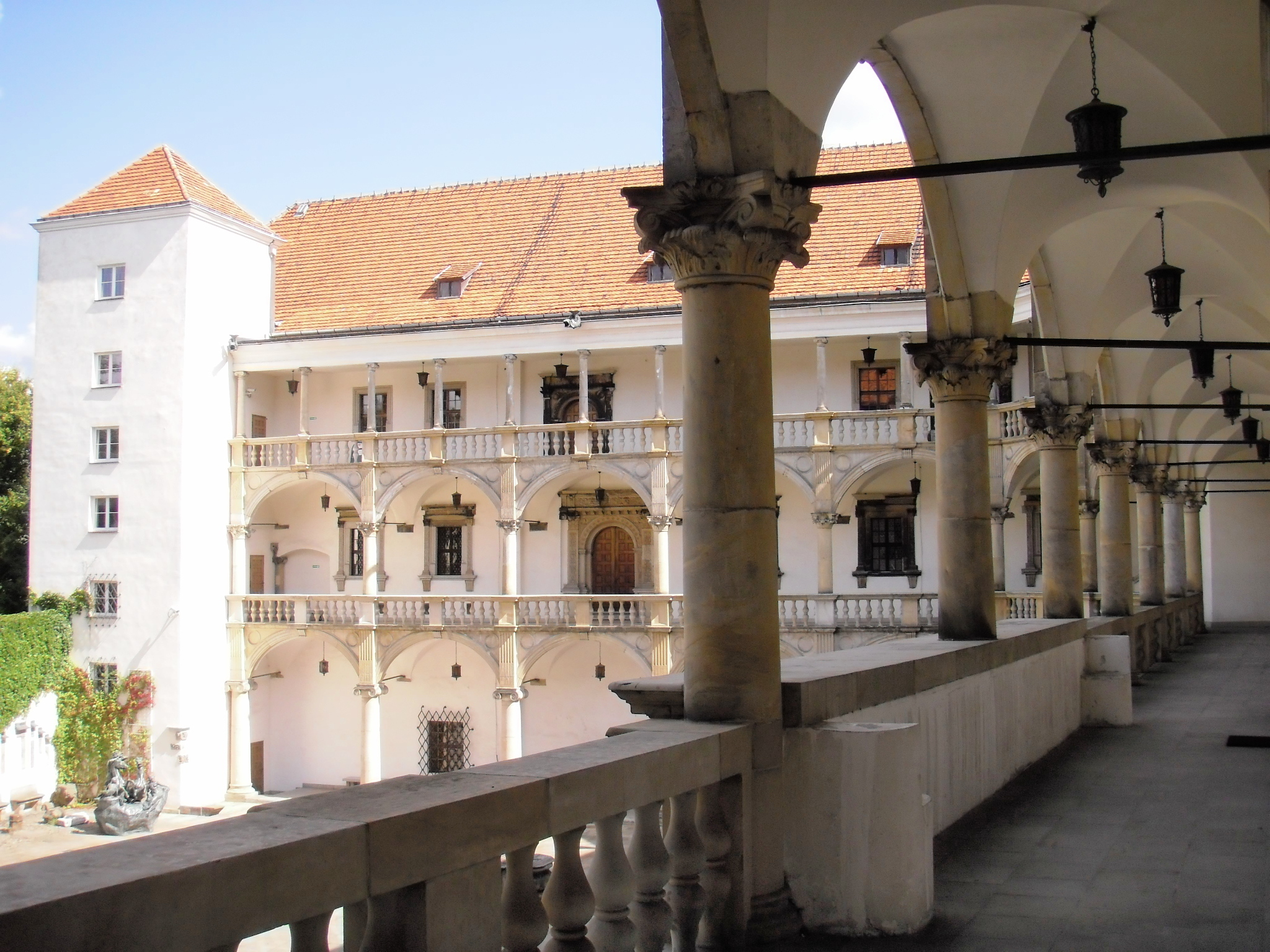
Галерея замка
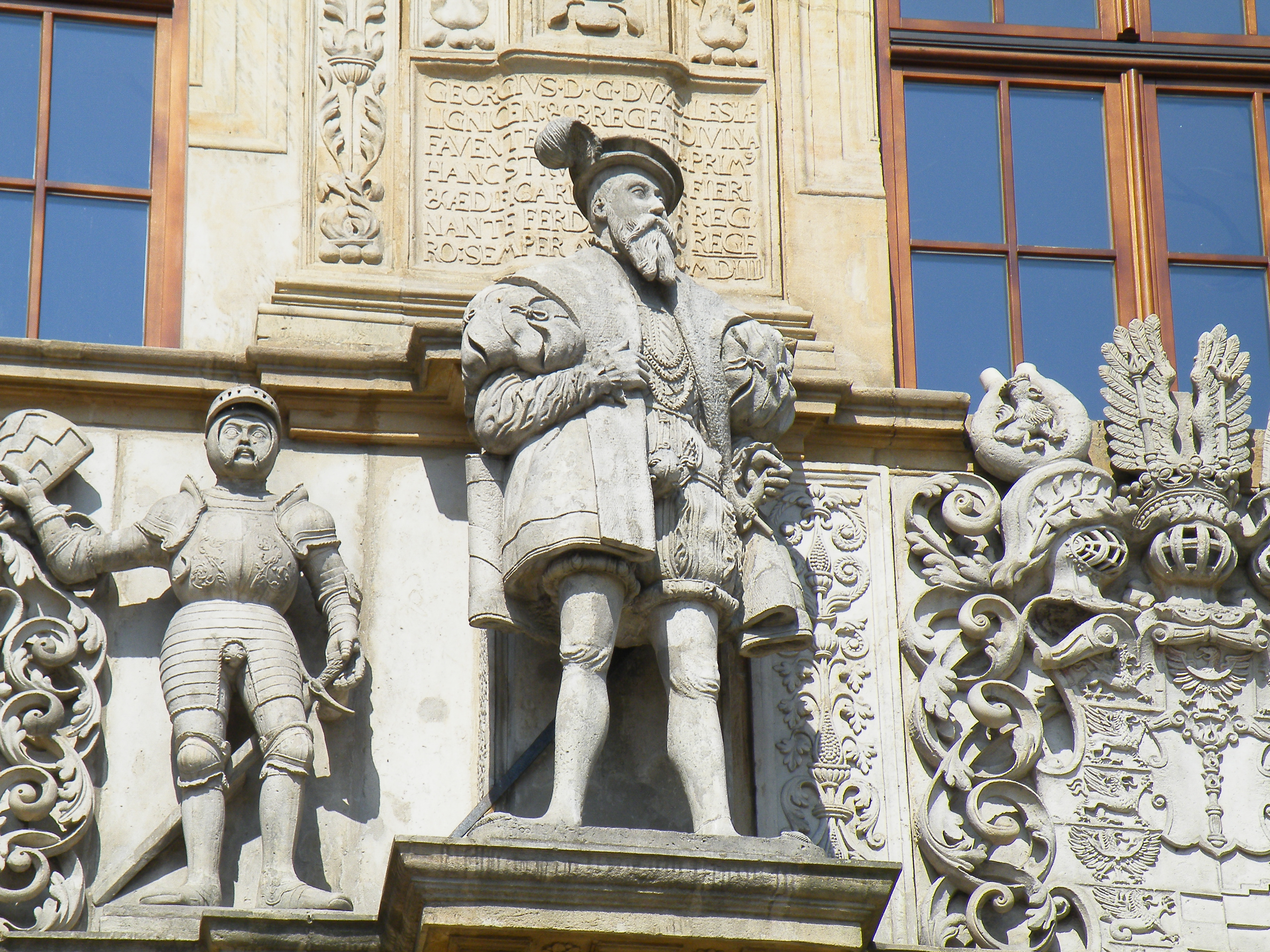
Фрагмент портала замка